# Rhinobatos leucospilus
Rhinobatos leucospilus es una especie de peces de la familia Rhinobatidae en el orden de los Rajiformes.

## Morfología
• Pueden llegar alcanzar los 120 cm de longitud total.

## Reproducción
Es ovíparo.

## Distribución geográfica
Se encuentra en las  costas occidentales del Océano Índico: desde el sur de Mozambique hasta Transkei (Sudáfrica ).